# 59 aC

## Esdeveniments

### República Romana
- Juli Cèsar i Marc Calpurni Bíbul són cònsols.
- Juli Cèsar es casa amb Calpúrnia.
- Es funda la colònia de Florència.

## Naixements
- Titus Livi, historiador romà.
- Ptolemeu XIV, faraó.

## Necrològiques
- Gai Octavi, pare d'August